# 魯爾曼峰
79°13′S 84°32′W / 79.217°S 84.533°W
魯爾曼峰（英語：Rullman Peak），是南極洲的山峰，位於埃爾斯沃思地，處於格賴姆斯冰川以南，海拔高度1,910米，美國地質調查局根據測量和美國海軍拍攝的空中照片繪入地圖，現時由南極條約體系管理。